# Radburn-System
Das Radburn-System ist ein städtebauliches Entwurfskonzept, das die grundsätzliche Trennung von Fußgänger- und Fahrzeugverkehr vorsieht. Es basiert auf den Ideen der englischen Gartenstadtbewegung und wurde 1928 bei der Planung der Wohnsiedlung Radburn im US-Bundesstaat New Jersey durch die Architekten Clarence Stein und Henry Wright erstmals konsequent umgesetzt. Der Name der Siedlung wurde anschließend zum Synonym für dieses Konzept. Ziel des Konzeptes ist es, durch die getrennte Erschließung eine höhere Lebensqualität und Verkehrssicherheit in Wohnquartieren zu schaffen, insbesondere für Kinder und ältere Menschen.

## Merkmale
Das wesentliche Merkmal des Radburn-Systems ist die doppelte Erschließung. Dabei erfolgt die Anbindung für Fußgänger und Fahrzeuge jeweils über separate Wege. Die Fahrzeugzufahrt ist in der Regel auf Stichstraßen beschränkt, die zu Stellplätzen oder Garagen auf der rückwärtigen Seite der Grundstücke führen. Die Hauseingänge hingegen liegen an Wegen, die ausschließlich für Fußgänger bestimmt sind. Diese Trennung ermöglicht eine ruhige und verkehrsarme Wohnumgebung, verhindert jedoch die direkte Zufahrt mit Fahrzeugen bis vor die Haustür.
Fußwege und Grünflächen bilden die Mitte der Siedlung. Diese inneren Bereiche können Einrichtungen des Gemeinbedarfs wie Schulen, Kindergärten oder Läden aufnehmen und dienen als soziale und funktionale Zentren der Wohnsiedlung. Die Erschließung für Fahrzeuge kann entweder radial von einem zentralen Punkt nach außen oder als äußere Sammelstraße mit nach innen gerichteten Stichstraßen angelegt werden.

## Weltweite Anwendung und Beispiele
Das Radburn-System hat seit seiner Einführung in den späten 1920er Jahren weltweit Einfluss auf die Stadtplanung genommen. In den Vereinigten Staaten wurde es in Planstädten wie Reston im Bundesstaat Virginia und Columbia im Bundesstaat Maryland adaptiert, die Wohnen, Arbeiten und Freizeit miteinander verbinden. In Australien fanden die Prinzipien in den 1960er Jahren in Vororten wie Green Valley Anwendung, wobei die strikte Trennung von Fußgänger- und Fahrzeugverkehr auch Kritik wegen möglicher sozialer Isolation hervorrief.
In Deutschland wurde das Radburn-System vor allem in den 1960er und 1970er Jahren in einigen Großwohnsiedlungen aufgegriffen. Beispiele sind die Gartenstadt Hohnerkamp in Hamburg, die Sennestadt bei Bielefeld und die Neue Vahr in Bremen, wo die Trennung von Fuß- und Fahrverkehr sowie die Integration von Grünflächen umgesetzt wurden.
Trotz unterschiedlicher Adaptionen bleibt das Prinzip der Verkehrstrennung ein zentrales Element, das bis heute in der Stadtplanung Anwendung findet.